# Osaka International 2017
Die Osaka International 2017 im Badminton fanden vom 29. März bis zum 2. April 2017 in der Präfektur Osaka statt. Austragungsort war das Moriguchi City Gymnasium in der Stadt Moriguchi.

## Medaillengewinner
| Disziplin    | Gold                     | Silber                           | Bronze                              |
| ------------ | ------------------------ | -------------------------------- | ----------------------------------- |
| Herreneinzel | Yu Igarashi              | Hsueh Hsuan-yi                   | Yusuke Onodera                      |
| Herreneinzel | Yu Igarashi              | Hsueh Hsuan-yi                   | Khosit Phetpradab                   |
| Dameneinzel  | Sayaka Takahashi         | Lee Jang-mi                      | Yui Hashimoto                       |
| Dameneinzel  | Sayaka Takahashi         | Lee Jang-mi                      | Aya Ohori                           |
| Herrendoppel | Wang Sijie Zhuge Lukai   | Kazuya Itani Tomoya Takashina    | Kohei Gondo Tatsuya Watanabe        |
| Herrendoppel | Wang Sijie Zhuge Lukai   | Kazuya Itani Tomoya Takashina    | Yujiro Nishikawa Takumi Nomura      |
| Damendoppel  | Kim So-young Yoo Hae-won | Ayako Sakuramoto Yukiko Takahata | Baek Ha-na Lee Yu-rim               |
| Damendoppel  | Kim So-young Yoo Hae-won | Ayako Sakuramoto Yukiko Takahata | Mayu Matsumoto Wakana Nagahara      |
| Mixed        | Wang Sijie Ni Bowen      | Kyung Hoon Park Kong Hee-yong    | Won Ho Kim Lee Yu-rim               |
| Mixed        | Wang Sijie Ni Bowen      | Kyung Hoon Park Kong Hee-yong    | Rinov Rivaldy Winny Oktavina Kandow |